# Яришівська сільська територіальна громада
Яришівська сільська територіальна громада — територіальна громада в Україні, у Могилів-Подільському районі Вінницької області. Адміністративний центр — село Яришів.
Площа громади — 250,1 км², населення — 6 904 мешканці (2020).
12 червня 2020 року Яришівська сільська територіальна громада утворена у складі  Яришівської, Бернашівської,  Жеребилівської,  Козлівської, Кремінської,  Слободо-Яришівської, Хоньковецької та Юрковецької сільських рад Могилів-Подільського району.
19 липня 2020 року, в результаті адміністративно-територіальної реформи та ліквідації Могилів-Подільського району (1923 — 2020), село увійшло до складу новоутвореного Могилів-Подільського району.

## Населені пункти
У складі громади 13 сіл:
- Бернашівка
- Жеребилівка
- Іракліївка
- Козлів
- Кремінне
- Липчани
- Лядова
- Нагоряни
- Слобода-Яришівська
- Хоньківці
- Юрківці
- Яришів
- Яструбна

## Галерея

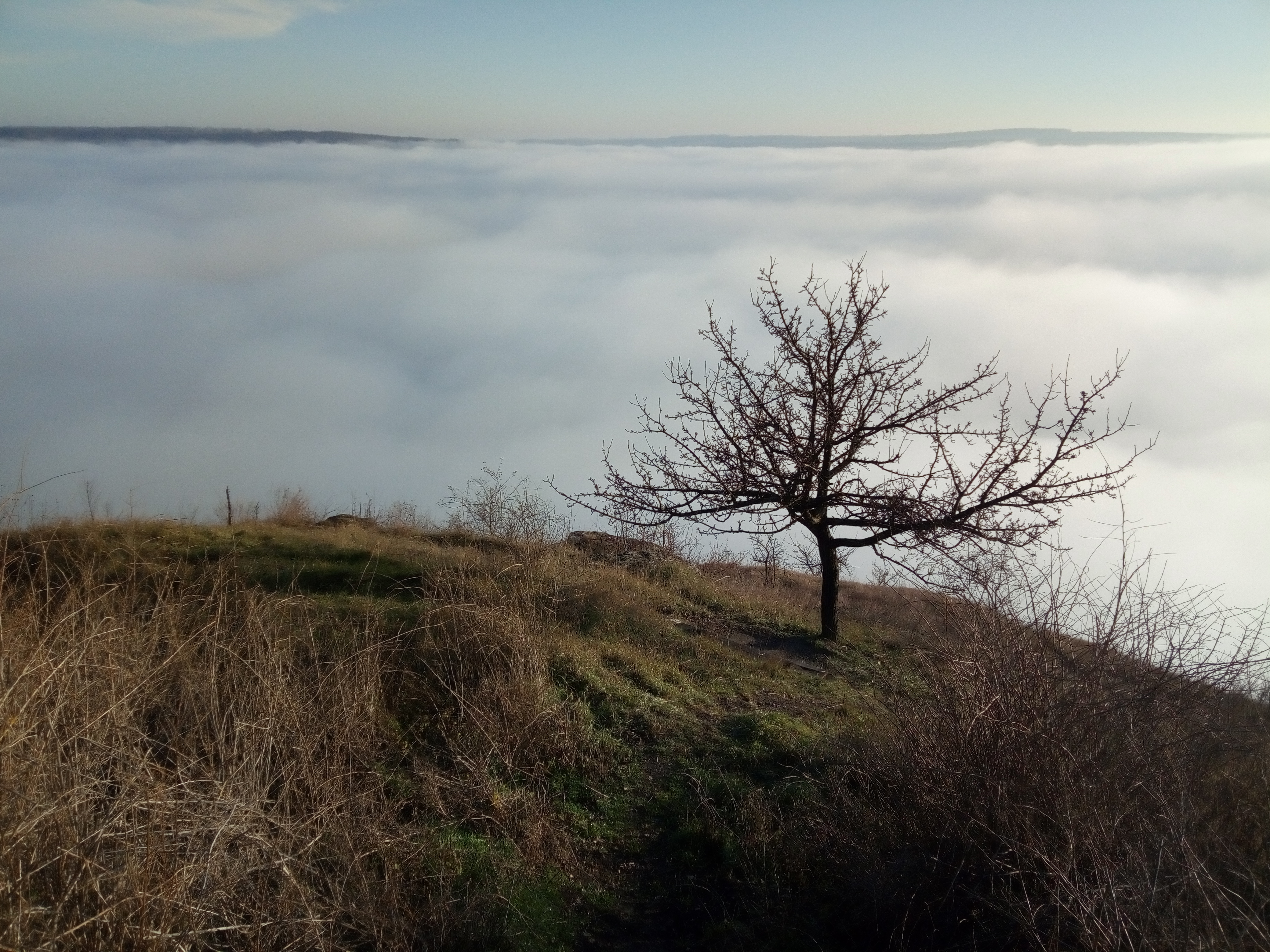
Нагорянський ботанічний заказник
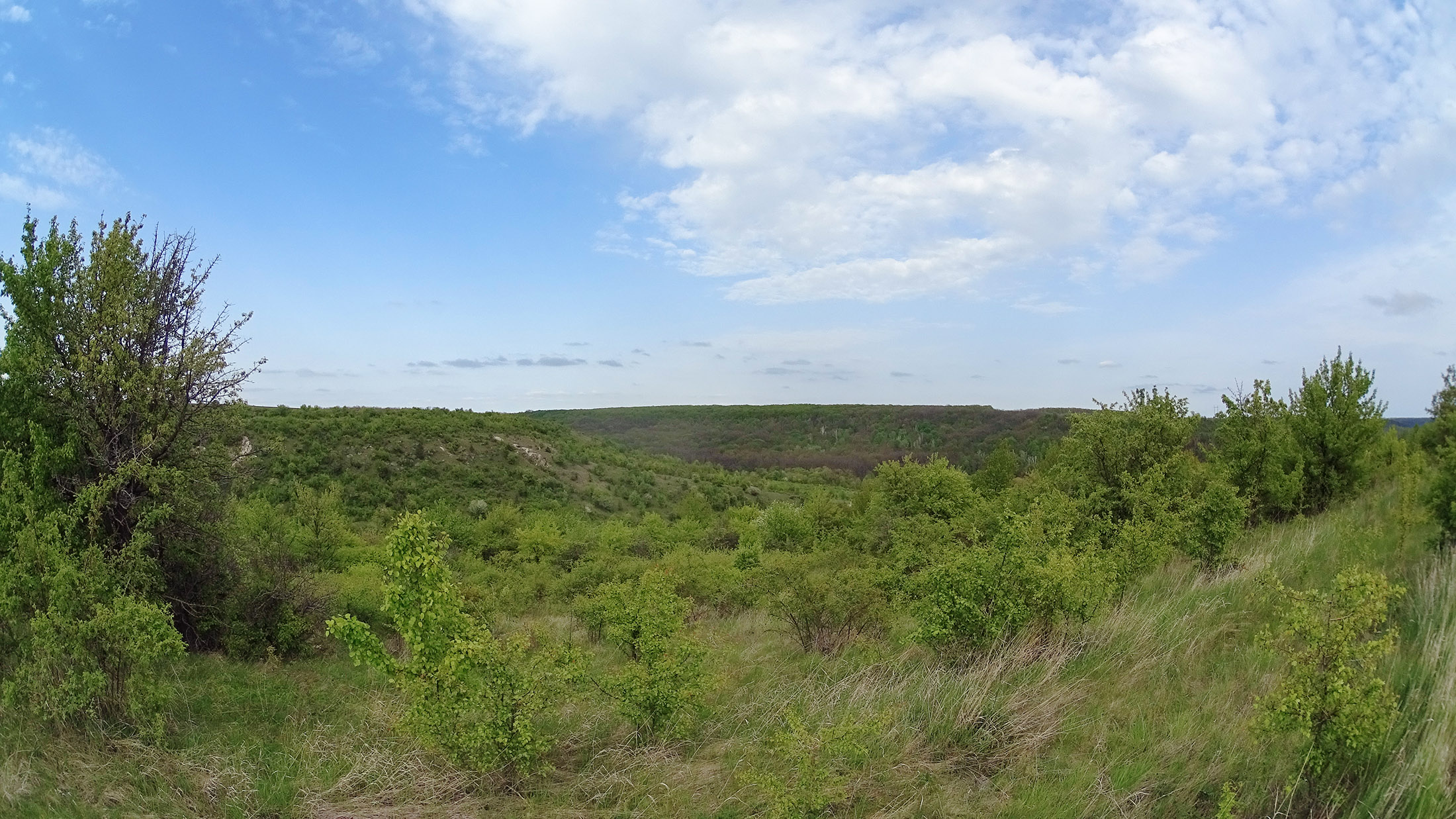
Ботанічний заказни "Звеняча Долина"
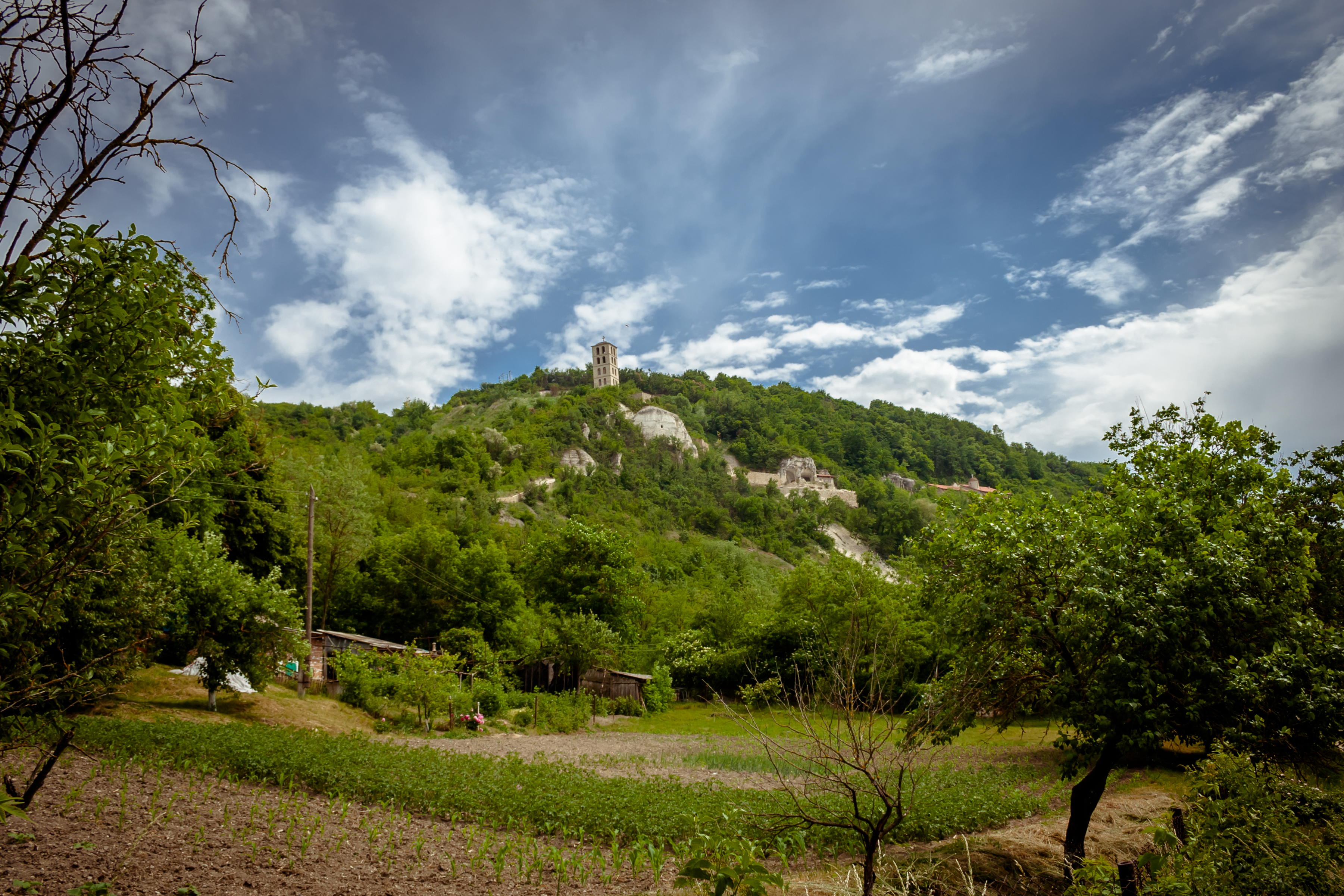
Лядівський монастир і Лядівський ботанічний заказник
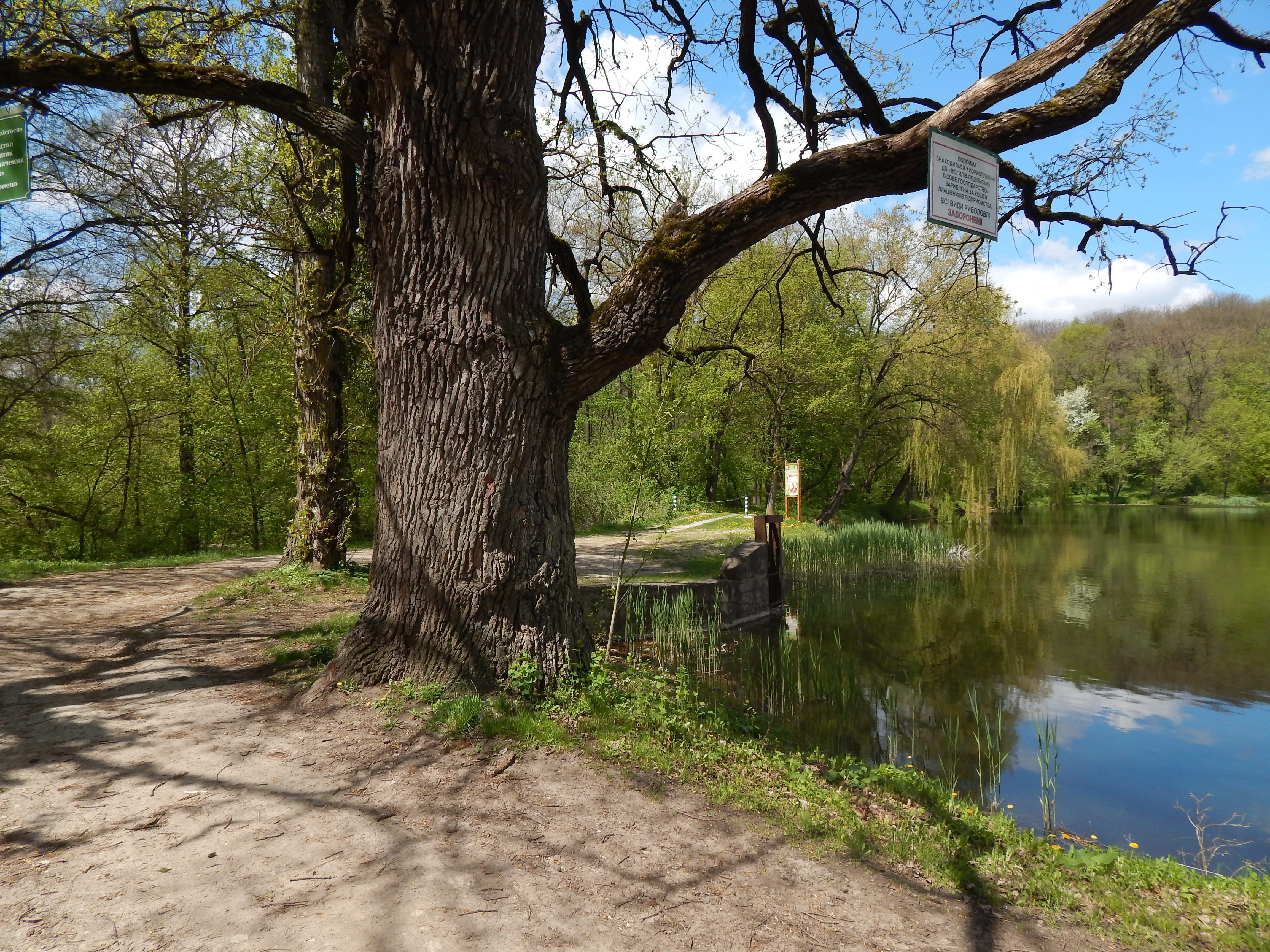
Грабарківський ландшафтний заказник